# لورين هانلون
لورين هانلون (بالإنجليزية: Lorraine Hanlon)‏ هي متزلجة فنية أمريكية، ولدت في 1946.